# Rhyacophila vao
Rhyacophila vao là một loài Trichoptera trong họ Rhyacophilidae. Chúng phân bố ở miền Tân bắc.